# Уошпул
Уошпул (англ. Washpool National Park) — национальный парк в Новом Южном Уэльсе, Австралия. Основан в 1983 году для охраны дождевых лесов восточного побережья Австралии. Расположен на северо-востоке штата, в 500 километрах к северу от Сиднея и в 70 километрах к северо-западу от Графтона. занимает территорию 587 км2. Территория парка представляет собой горные хребты и скалистые ущелья, покрытые тропическими джунглями.

Средняя температура составляет 15 °C. Самый тёплый месяц — январь при средней температуре 20 °C, а самый холодный — июль при средней температуре 10 °C. Среднее количество осадков составляет 1230 миллиметров в год. Самый влажный месяц — январь (255 мм осадков), а самый сухой — октябрь (26 мм осадков).

Растения и животные национального парка
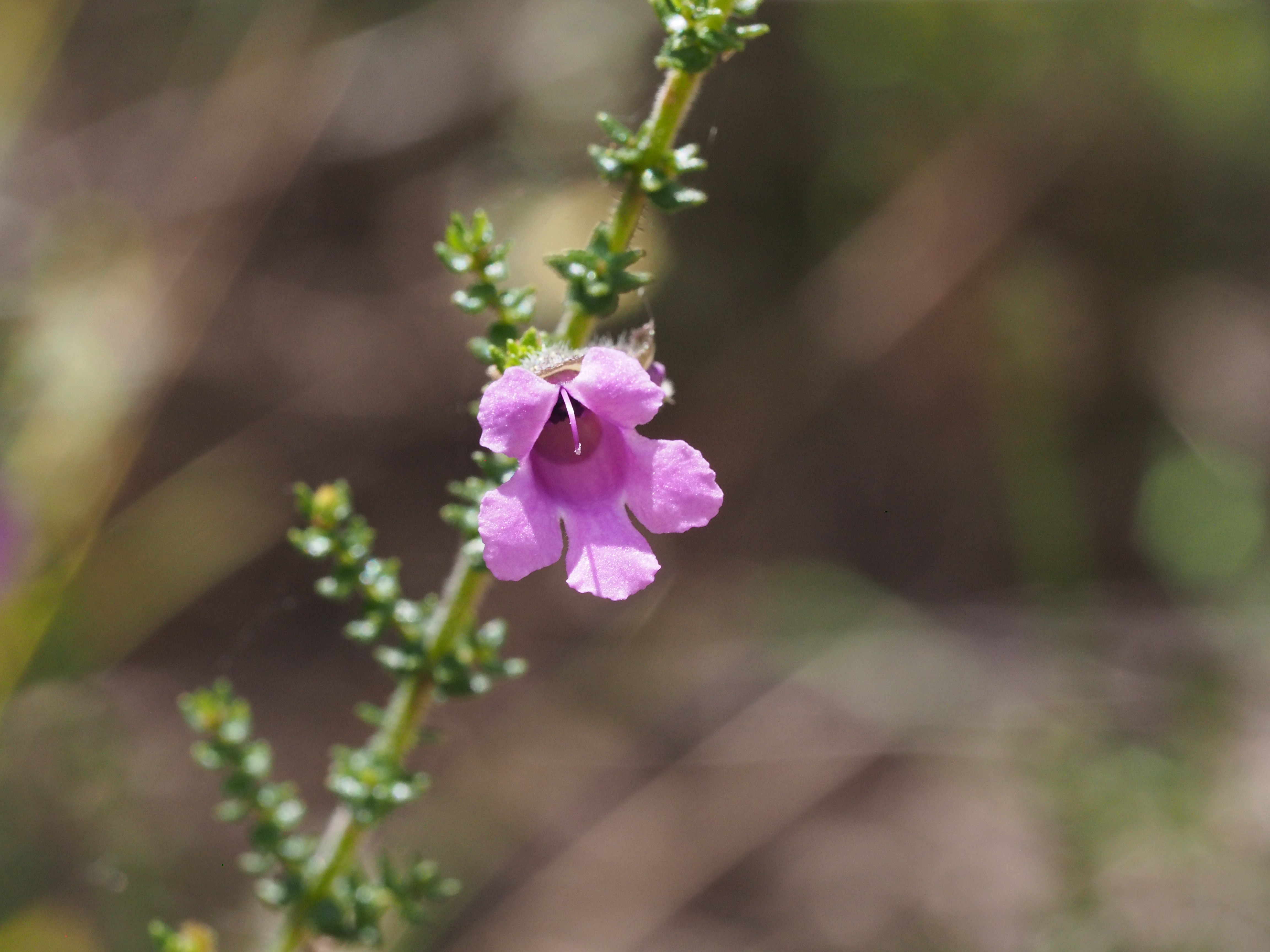
Цветок Prostanthera howelliae
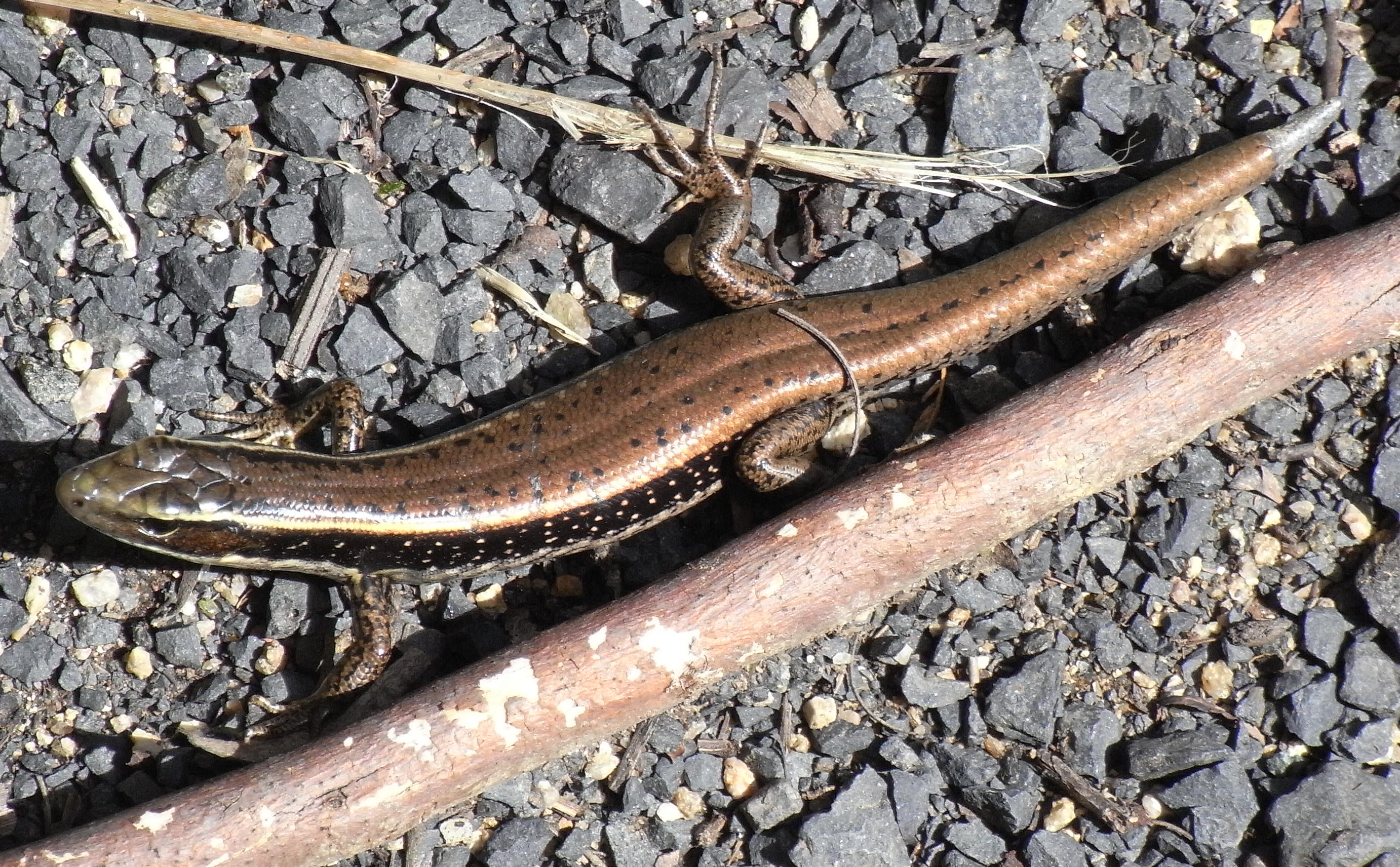
Ящерица Eulamprus quoyii[англ.]
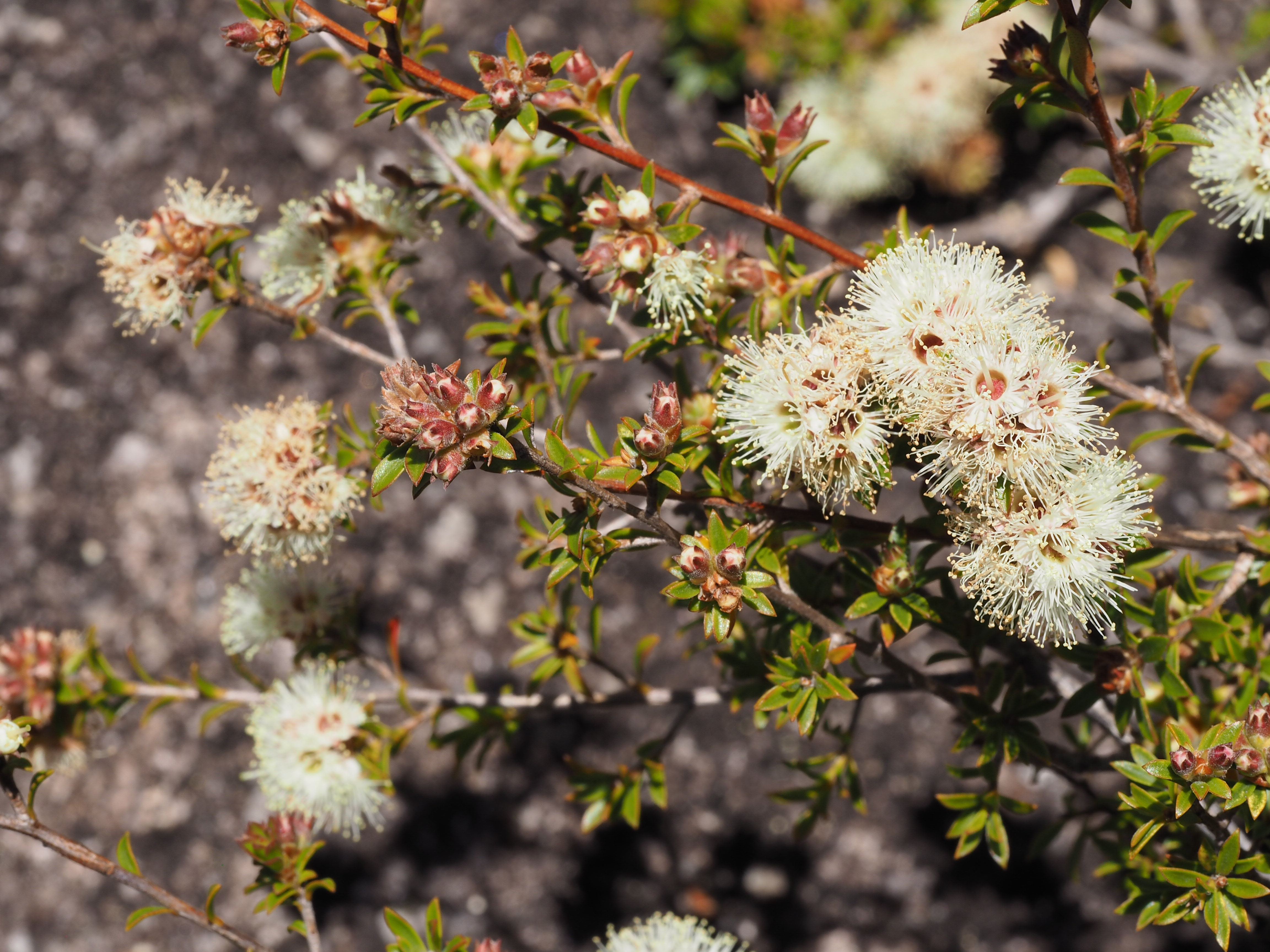
Kunzea bracteolata[англ.]
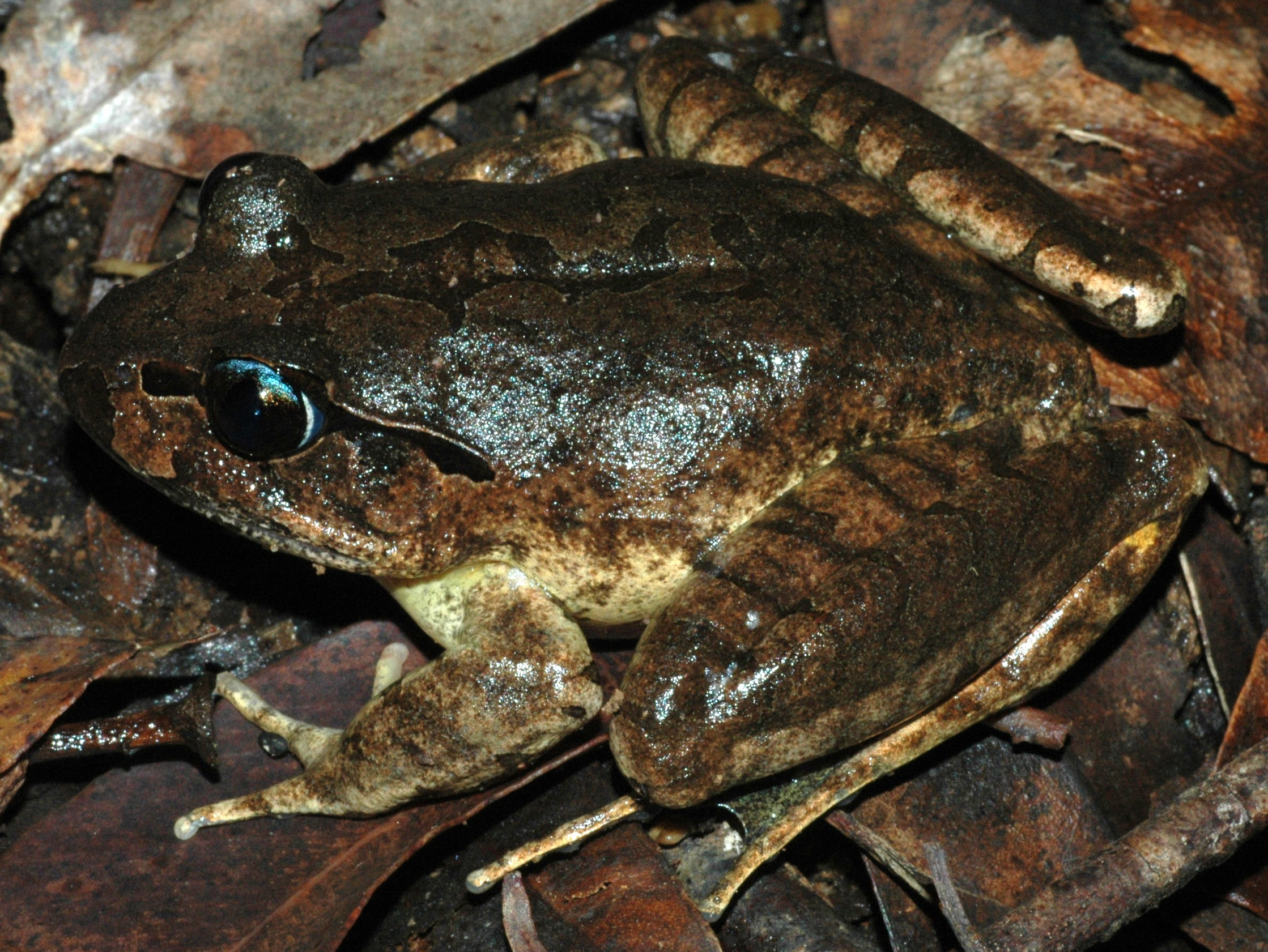
Лягушка Mixophyes balbus[англ.]